# ¡Qué tiempo tan feliz!
¡Qué tiempo tan feliz! fue un programa de televisión producido por Mandarina para Telecinco. 
Se estrenó la tarde del sábado 26 de septiembre de 2009, a las 18:00 horas y terminó el 1 de abril de 2017. Fue presentado por la periodista María Teresa Campos. Se emitió los sábados y domingos. Fue sustituido, después de su cancelación tras más de siete años, por Viva la vida, de Toñi Moreno.

## Formato
Se trata de un magacín en el que se recuerda artistas, famosos, programas de televisión, estilos musicales, etc, de éxito en el pasado de España. Cuenta, cuando es posible, con la presencia del invitado o invitados homenajeados y en el plató aparecen personajes, también populares, relacionados profesional o personalmente con el protagonista del programa. Las entrevistas y tertulias con los invitados se intercalan con actuaciones musicales de los Súper Singles, un grupo formado por exconcursantes de Operación Triunfo que intervienen semana a semana en el programa, así como actuaciones de artistas invitados, incluyendo a veces al propio homenajeado si es un músico.
Además, incluyó secciones durante el 2012 y 2013 como «El tarot de Esperanza Gracia» o los consejos nutritivos de Meli Camacho. Hay que remarcar que al ser el único programa de televisión que se emitía en directo en las tardes del sábado y el domingo, incluía la actualidad vespertina del corazón y una última hora, así como debates con analistas y todo tipo de concursos.

## Historia
El formato comenzó como un programa especial dedicado al torero Paquirri que no tenía vocación de continuidad. El éxito del espacio propició su continuidad, emitiéndose otros especiales dedicados a Rocío Dúrcal (10 de octubre de 2009), Mayra Gómez Kemp, con la presencia como invitadas de Fedra Lorente, Teresa y Paloma Hurtado y Beatriz Escudero (31 de octubre de 2009), Lola Flores y Antonio González, "El Pescaílla" (7 de noviembre de 2009), Nino Bravo (28 de noviembre de 2009), Joselito (10 de diciembre de 2009), Rocío Jurado (19 de diciembre de 2009), Parchís (9 de enero de 2010) o Los Pecos (16 de enero de 2010). De todos estos especiales sin título, sólo el de Mayra Gómez Kemp, a última hora y por motivos nunca aclarados, no fue presentado por María Teresa Campos, que fue sustituida por José Manuel Parada y Carmen Alcayde.
Sería a partir del 13 de marzo de 2010, cuando el programa adquiere ya su título definitivo de ¡Qué tiempo tan feliz! Desde el 14 de noviembre de 2010, el programa se emite en la tanda diaria del fin de semana por la tarde.
En septiembre de 2014, el programa retrasó su inicio en la tarde del sábado una hora y media más tarde, comenzando a las 19:30h, mientras los domingos se mantiene en el mismo horario.
En enero de 2015, hicieron la inversa y el programa volvía a su horario habitual de los sábados, pero se volvía a retrasar su inicio hora y media más tarde en la tarde del domingo. 
El programa era presentado por María Teresa Campos y en ocasiones, era sustituida por su hija Terelu Campos, tomando los mandos del programa. 
Entre febrero de 2015 hasta enero de 2017, el programa se emitió, los sábados, de 17:45h a 21:00h, mientras los domingos, de 19:30h a 21:00h. 
En enero-febrero de 2017, el programa simplificaba su horario y se pasaría a emitir, únicamente los sábados, de 18h a 20:20h, debido a la llegada de Pasapalabra a la programación del fin de semana en Telecinco, eliminando así la versión del domingo.
A partir de esta fecha añade un debate sobre actualidad con colaboradores y analistas. 
En marzo de 2017, el programa modifica su estructura y pasa de ser en riguroso directo a ser grabado. En la mañana del sábado, de 13h a 16h, el programa se haría en falso directo y por la tarde a las 18h daría comienzo la emisión recientemente grabada, todo esto debido al traslado del programa Deluxe a la noche de los sábados.
El 14 de marzo de 2017, la cadena Telecinco anuncia que retira el espacio dos semanas debido a la emisión de los últimos episodios del reality Las Campos. Tras esto el 15 de marzo de 2017 se confirma la cancelación del programa después de casi 8 años en la parrilla de Telecinco debido a los bajos índices de audiencia que últimamente estaba cosechando desde 2016 en las tardes de los findes de semana. Por lo que el espacio se despedirá de los espectadores  y de la parrilla de Mediaset España el 1 de abril de 2017.
"¡Qué final tan feliz! Especial QTTF", fue el nombre con el que el programa emitió su última entrega. Tras esto, la periodista Pilar Eyre habla sobre el posible regreso del programa, pero si lo hace, lo hará en la parrilla de la noche de Telecinco.
El 7 de abril de 2017 se confirma finalmente que el programa ha sido rechazado llevarlo a prime-time y que no volverá. Pocas horas después, se confirmaba que Toñi Moreno presentaría un programa similar en las tardes del fin de semana en Telecinco, llamado ¡Viva la Vida!, siendo este espacio el relevante de '¡Qué tiempo tan feliz!'
Viva la vida (programa de televisión) es un programa de televisión, producido por Cuarzo Producciones para Telecinco y emitido desde el 20 de mayo de 2017, sábados y domingos de 16:00 a 21:00. El espacio, conducido por Emma García (anteriormente, por Toñi Moreno, Sandra Barneda sustituye a Emma y Toñi en vacaciones o cuando estas no pueden presentarlo), sustituye a ¡Qué tiempo tan feliz! de María Teresa Campos.

## Secciones
- Las mil caras de Bigote Arrocet (2015-2017)
- Yo bailo: sección de baile donde 3 parejas de bailarines se enfrentan por ganar un premio de 6.000€. Cuentan con diferentes disciplinas de salsa, bachata, tango, etc. (2016)
- Yo Soy: concurso donde diferentes personas desconocidas se metían en la piel de un cantante famoso. (2013-2014)
- Yo Soy VIP: en este caso, los cantantes famosos eran interpretados por otros famosos. (2014-2015)
- El tarot de Esperanza Gracia: horóscopo de Esperanza Gracia en la tarde del domingo. (2012-2013)
- La foto de Mariñas: sección en la que el periodista Jesús Mariñas trae consigo una foto del tema a tratar esa tarde en el plató, de valor importante. (2015)
- La Noticia de Íñigo: el reportero de Eurovisión trae una noticia del panorama musical o del deporte. (2015)
- Devuélveme el rosario de mi madre: sección donde personas desconocidas acuden a plató en busca de un objeto de vital importancia para ellos, y si el equipo del programa ha conseguido rescatarlo. (Nunca se llegó a estrenar, 2016)
- Yo bailo KIDS: sección junior del concurso 'Yo bailo'. (2016)
- Los consejos de Meli Camacho: sección dominical donde Meli Camacho acude a plató a tratar temas sobre la salud. (2013-2015)
- Las canciones de mi vida: sección donde diferentes personajes del panorama musical o del corazón se sientan junto a María Teresa en una entrevista íntima donde se repasará la trayectoria del artista con las canciones que marcaron su vida. (2015-2017)

## Colaboradores
- (2009-2015/2017) Carlos Ferrando, Periodista del corazón.
- (2012-2017) Terelu Campos, Periodista, presentadora y suplente de la presentadora titular.
- (2011-2017) Antonio Rossi, Periodista del corazón.
- (2011-2017) Marisa Martín Blázquez, Periodista del corazón.
- (2013-2017) Jesús Mariñas, Periodista del corazón.
- (2013-2014/2015-2017) Mar Vega, Periodista del corazón.
- (2010-2013/2016-2017) Tamara Gorro, Presentadora de La Noche en Paz.
- (2016-2017): Kike Calleja, reportero de Sálvame.
- (2015-2017): Isabel Rábago, periodista del corazón.
- (2012-2016/2017): Torito, periodista.

## Colaboradores antiguos
- (2009-2015) Juan Luis Alonso, periodista del corazón.
- (2010-2014) Consuelo Berlanga, presentadora.
- (2010-2014) Nani Gaitán, presentadora.
- (2009-2013) Estela Goñi, periodista del corazón.
- (2009-2015) Esperanza Gracia, astróloga.
- (2009-2014) Rosario Mohedano, cantante, sobrina de Rocío Jurado.
- (2011-2013) Josemi Rodríguez-Sieiro, comunicador.
- (2011-2013) Paloma Gómez Borrero, periodista.
- (2012-2014/2015) Luis Rollán, periodista.
- (2009-2014) Jaime Peñafiel, periodista, escritor y especialista en Monarquía.
- (2009-2013) Concha Galán, periodista del corazón.
- (2009-2013/2015) Pilar Eyre, periodista, escritora y especialista en Monarquía.
- (2009) Enric Bayón, paparazzi.
- (2009-2014) Cristina Fernández, periodista del corazón
- (2012-2014) Jorge Luengo, ilusionista, Primer Premio Mundial de Magia en Pekín.
- (2012) Enrique Cherubini, experto de moda.
- (2010-2015) Meli Camacho, periodista y experta en nutrición y salud estética.
- (2011-2017) Inés La Maga, ilusionista.
- (2011-2017) Mar Vega presentadora.
- (2012-2016) Quique Jiménez "Torito" Reportero.
- (2014-2016) José María Íñigo, Periodista.
- (2012-2016) Joaquín Hurtado, Periodista y presentador de Radiolé.
- (2014-2016) Tony Aguilar, Periodista, presentador y locutor de radio. (Esporádico).
- (2015-2016) Anabel Pantoja, Sobrina de Isabel Pantoja (Esporádica).
- (2014-2016) Belén Rodríguez, Periodista. (Esporádica).
- (2016-2017) Ana Santacruz, Periodista del corazón. (Esporádica)
- (2016-2017) Isabel Rábago, Periodista del corazón.
- (2016-2017) Alba Carrillo, Modelo y presentadora.
- (2016-2017) Mónica Martínez, Presentadora de televisión.
- (2016-2017) Rocío Carrasco, Presentadora, hija de Rocío Jurado y Pedro Carrasco.

## Los SuperSingles
Lo componían dos cantantes masculinos y dos cantantes femeninos que anteriormente fueron exconcursantes de anteriores ediciones de Operación Triunfo emitidas por Telecinco, que cada programa interpretan canciones relacionadas con los invitados que acuden al programa. Posteriormente hicieron giras de conciertos por todo el territorio español.
Antiguamente cada temporada eran distintos intérpretes del programa que iban rotando cada semana, hasta que se estandarizó un grupo definitivo con los mismos cuatro intérpretes semana a semana.

### Última temporada
- Fran Dieli (OT 2005)
- Mercedes Durán (OT 2006)
- Anabel Dueñas (OT 2008)

### Anteriores
- Ainhoa Cantalapiedra (O.T II (2002-2003))
- Nika (O.T II (2002-2003))
- Sandra Polop (OT 2005)
- Idaira (OT 2005)
- Lorena (OT 2006)
- Daniel Zueras (OT 2006)
- Saray Ramírez (OT 2006)
- Jorge González (OT 2006)
- Eva Carreras (OT 2006)
- Mayte Macanas (OT 2006)
- Iván Santos (OT 2008)
- Esther Aranda (OT 2008)
- Mimi Segura (OT 2008)
- Sandra Criado (OT 2008)
- Noelia Cano (OT 2008)
- Jorge Guerra (OT 2008)
- Patricia Navarro (OT 2009)
- Samuel Cuenda (OT 2009)
- Jon Allende (OT 2009)

## Discografía
- Las Canciones de «¡Qué tiempo tan feliz! - Los Supersingles» (2013).[8]
- Bravo por la música (2014).
- Las canciones de Qué tiempo tan feliz (2016).

## Audiencia
Desde su estreno, el espacio ha cosechado un promedio histórico de más de 1,4 millones de espectadores y un 12,1 % de cuota de pantalla. El espacio experimenta un mayor seguimiento entre los espectadores mayores de 55 años, llegando a alcanzar el 20,4 % entre los mayores de 65 años. Además, ha anotado un seguimiento superior a su cuota media nacional en: Asturias (17,6 %), Castilla-La Mancha (14,8 %), Aragón (14,2 %), Euskadi (13,7 %), Castilla y León (13,8), Canarias (12,9 %), Galicia (12,4 %) y la Comunidad Valenciana (12,3 %).

### Episodios
| Temporada | Temporada | Episodios | Estreno                  | Final                    |
| --------- | --------- | --------- | ------------------------ | ------------------------ |
|           | 1         | —         | 2 de octubre de 2009     | 16 de enero de 2010      |
|           | 2         | —         | 13 de marzo de 2010      | 13 de noviembre de 2010  |
|           | 3         | —         | 14 de noviembre de 2010  | 29 de enero de 2012      |
|           | 4         | —         | 4 de febrero de 2012     | 2 de marzo de 2014       |
|           | 5         | —         | 8 de marzo de 2014       | 5 de septiembre de 2015  |
|           | 6         | —         | 12 de septiembre de 2015 | 18 de septiembre de 2016 |
|           | 7         | —         | 24 de septiembre de 2016 | 1 de abril de 2017       |
| Total     | Total     | 664       | 2009                     | 2017                     |